# Sylter Inselbahn

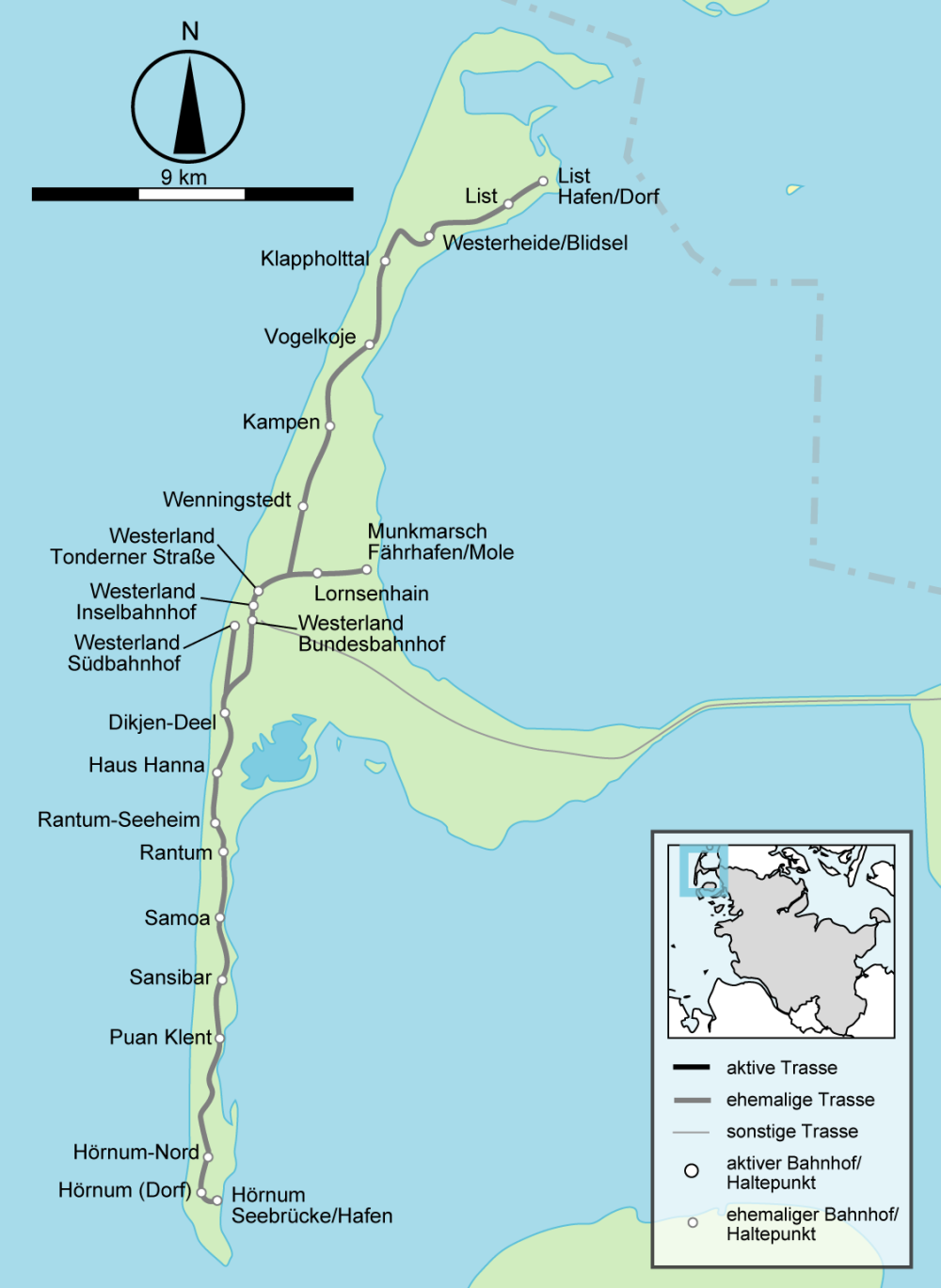
Järnvägen på Sylt.

Sylter Inselbahn alias  Rasende Emma, var en 40  kilometer lång smalspårig järnväg på den tyska ön Sylt. Järnvägen var i drift från 1888 till 1970. Den hade en spårvidd på  1 000 mm (meterspår) och trafikerade tre sträckor som alla utgick från Westerland. 
Den östra linjen invigdes den 8 juli 1888 och körde i början bara på sommaren. Den gick från hamnen i Munkmarsk, som hade färjeförbindelse med  fastlandet, och transporterade livsmedel och badgäster den 4,2 kilometer långa sträckan till badhotellen i Westerland. Den 1 juli 1901 invigdes en 14,5 kilometer lång linje söderut från Westerland till Hørnum och den 7 juli 1903 öppnade den norra linjen till Kampen, som fem år senare förlängdes till List på öns nordspets. Tågen drogs av ånglok med en högsta hastighet på 40 kilometer i timmen och en resa från norr till söder tog 40 minuter.
År 1927 fick Vesterland tågförbindelse med Niebüll på fastlandet över Hindenburgdamm och linjen till Munkmansk lades ned. Syd- och nordlinjen fortsatte driften till november 1969 respektive 29 december 1970 då de ersattes av bussar. Rälsen revs upp och materielen köptes av andra smalspåriga järnvägar. Några av banvallarna har byggts om till gång- och cykelvägar.

## Materiel

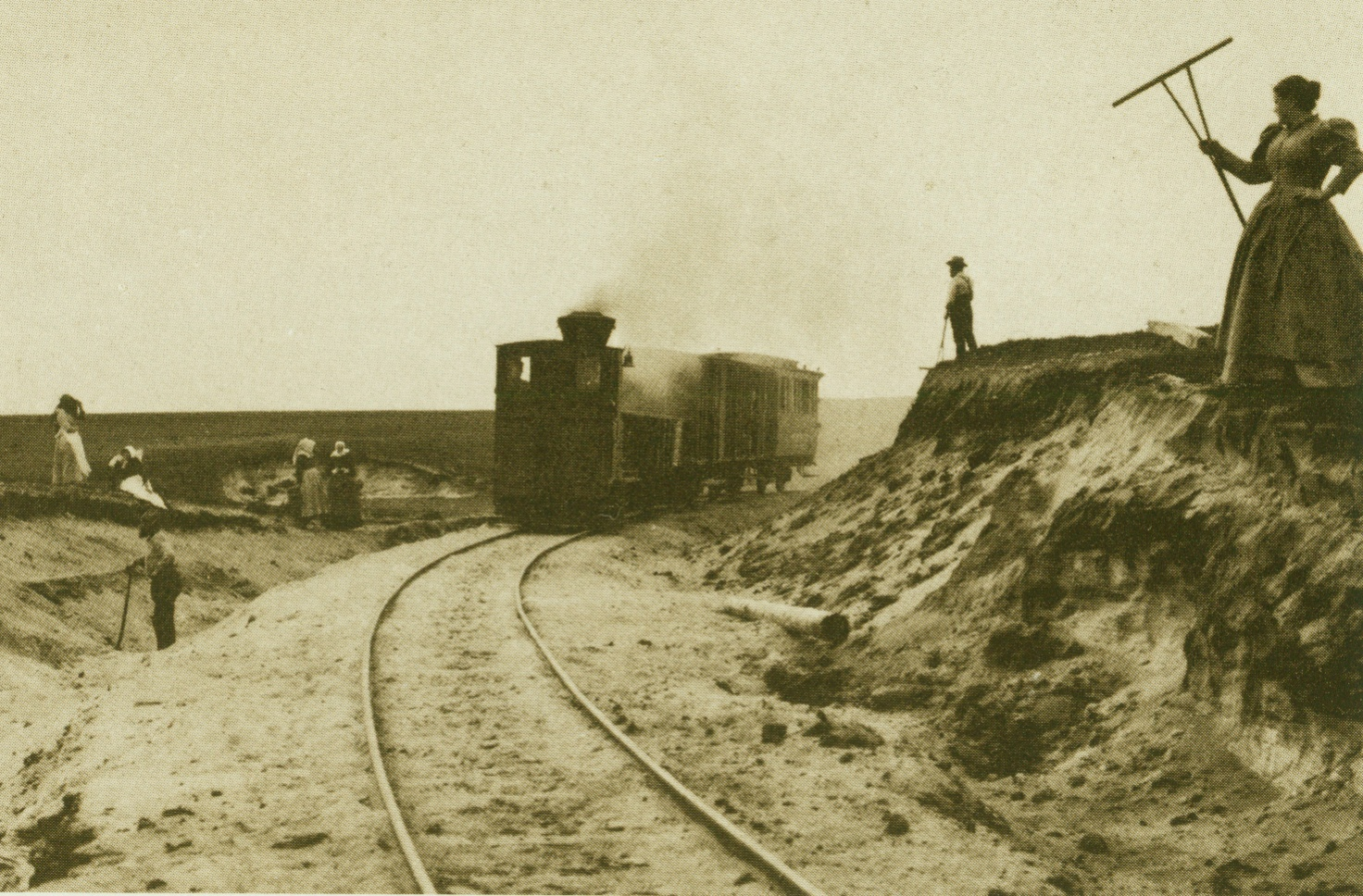
Tåg på östra linjen 1894.

De första tågen drogs av två små ånglok och antalet utökades  efterhand till fjorton. Efter andra världskriget ersattes ångloken successivt med diesellok och motorvagnar som köptes in från andra smalspåriga järnvägar och byggdes om. När turismen tog fart i början på 1950-talet skaffade man fem rälsbussar.

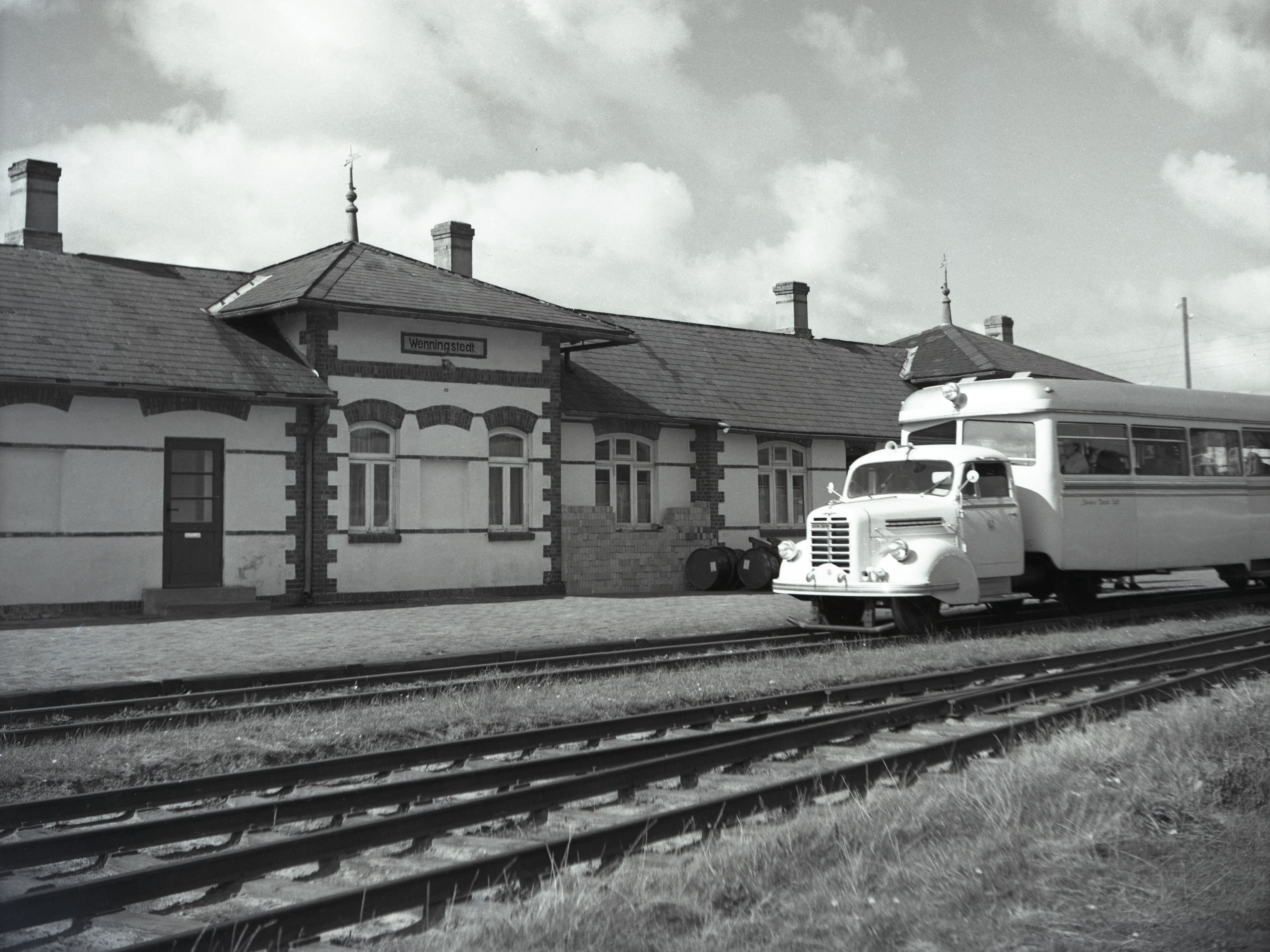
Rälsbuss på bangården i Wenningsted 1953.

De egenutvecklade rälsbussarna, som drogs av en ombyggd dragbil från Borgward med 90 hästkrafter, var de sista fordonen på Sylter Inselbahn. De byggdes på den egna verkstaden mellan år 1952 och 1954 av utrangerade personvagnar och var betydligt lättare än de gamla loken.
Rälsbussarna var 14,4 meter långa och rymde 88 passagerare, varav 55 sittande, och kunde vid behov dra en vagn med ytterligare passagerare och bagage. En av rälsbussarna har återfunnits och är för närvarande under renovering.